# ساراكتاش

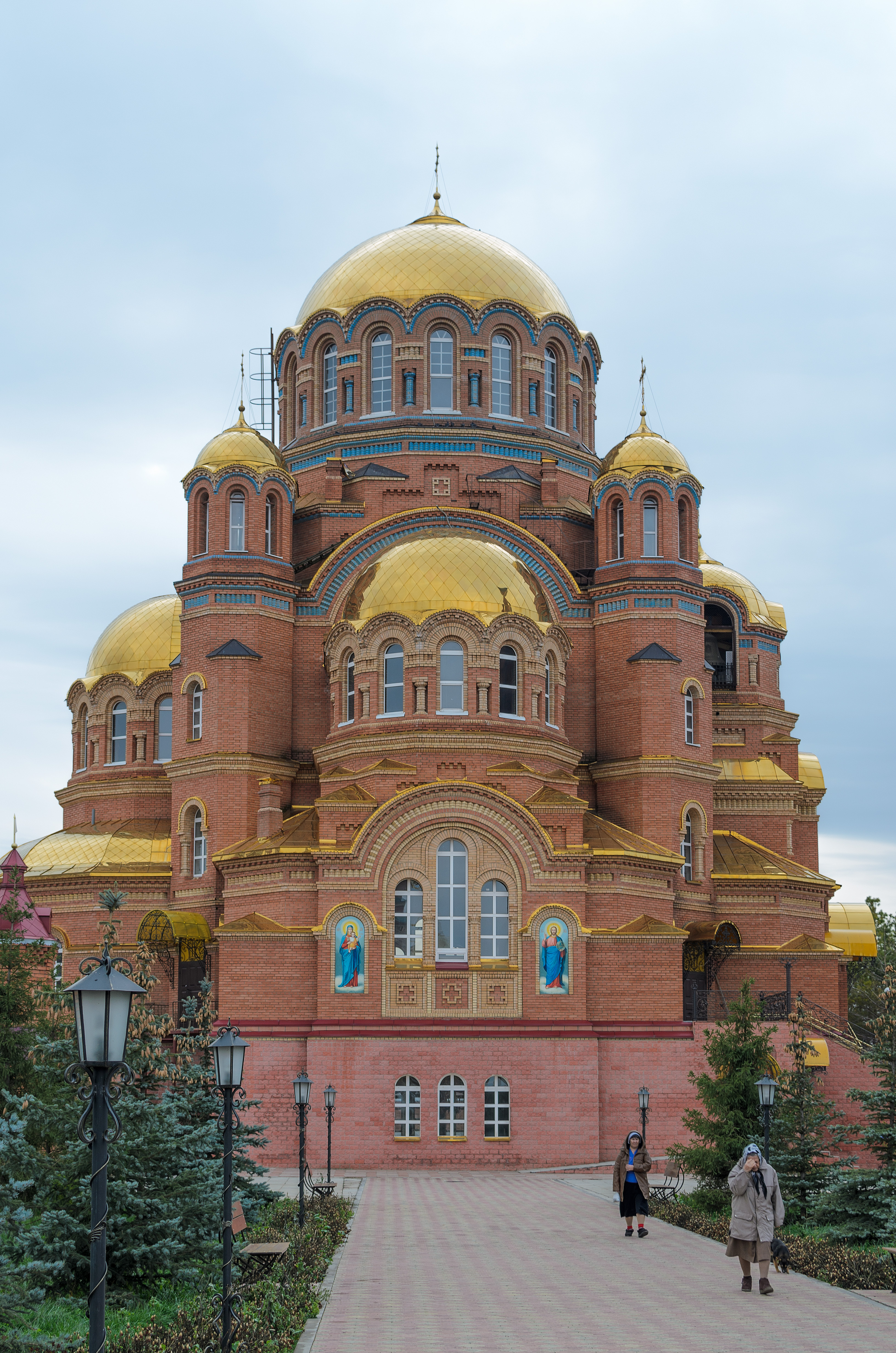
دير الثالوث المقدس

ساراكتاش ((بالروسية: Саракташ)‏) هي بلدة ريفية (مستوطنة) والمركز الإداري في مقاطعة ساراكتاشكي ‏، أورينبورغ أوبلاست، روسيا. عدد السكان: 17,235 (تعداد 2010) 